# 1888

## أحداث
- تأسيس مدينة صابر آباد وتقع حاليا في أذربيجان.
- تأسيس مدينة اراغواري وتقع حاليا في البرازيل.
- تأسيس مدينة ياوندي وتقع حاليا في الكاميرون.
- تأسيس مدينة جيبوتي وتقع حاليا في جيبوتي.
- تأسيس مدينة سو ساينت ماري وتقع حاليا في كندا.
- 31 أغسطس: تأسيس مدينة أوبيرلانديا وتقع حاليا في البرازيل.
- 13 أكتوبر: تأسيس مدينة بوكالبا وتقع حاليا في بيرو.
- 20 أكتوبر: تأسيس مدينة لانوس وتقع حاليا في الأرجنتين.
- 4 سبتمبر - جورج ايستمان يسجل الماركة التجارية كوداك.
- 29 أكتوبر توقيع اتفاقية القسطنطينية الخاصة بحرية الملاحة في قناة السويس بين تركيا وبريطانيا وفرنسا وروسيا وألمانيا
- مايو - البرازيل تلغي آخر بقايا الرق.
- سراوق وبورنيو تصبح محميات بريطانية.
- أول خط سكة حديد في الصين يدخل العمل.

## مواليد
- لورنس العرب
- جيوفاني سانسوني
- جوزيف كينيدي الأب
- نوري السعيد

## وفيات
- أسكانيو سوبريرو
- أموس برنسون ألكوت
- برغش بن سعيد
- تيودور شتورم
- جون تومسون هوفمان
- جون وليام برغن
- جويل باركر
- فيلهلم الأول
- كارل زيس
- لودفيغ نوبل
- لويزا ماي ألكوت
- ماثيو أرنولد
- محمد قدري باشا
- فريدريش الثالث